# Historia de Monagas

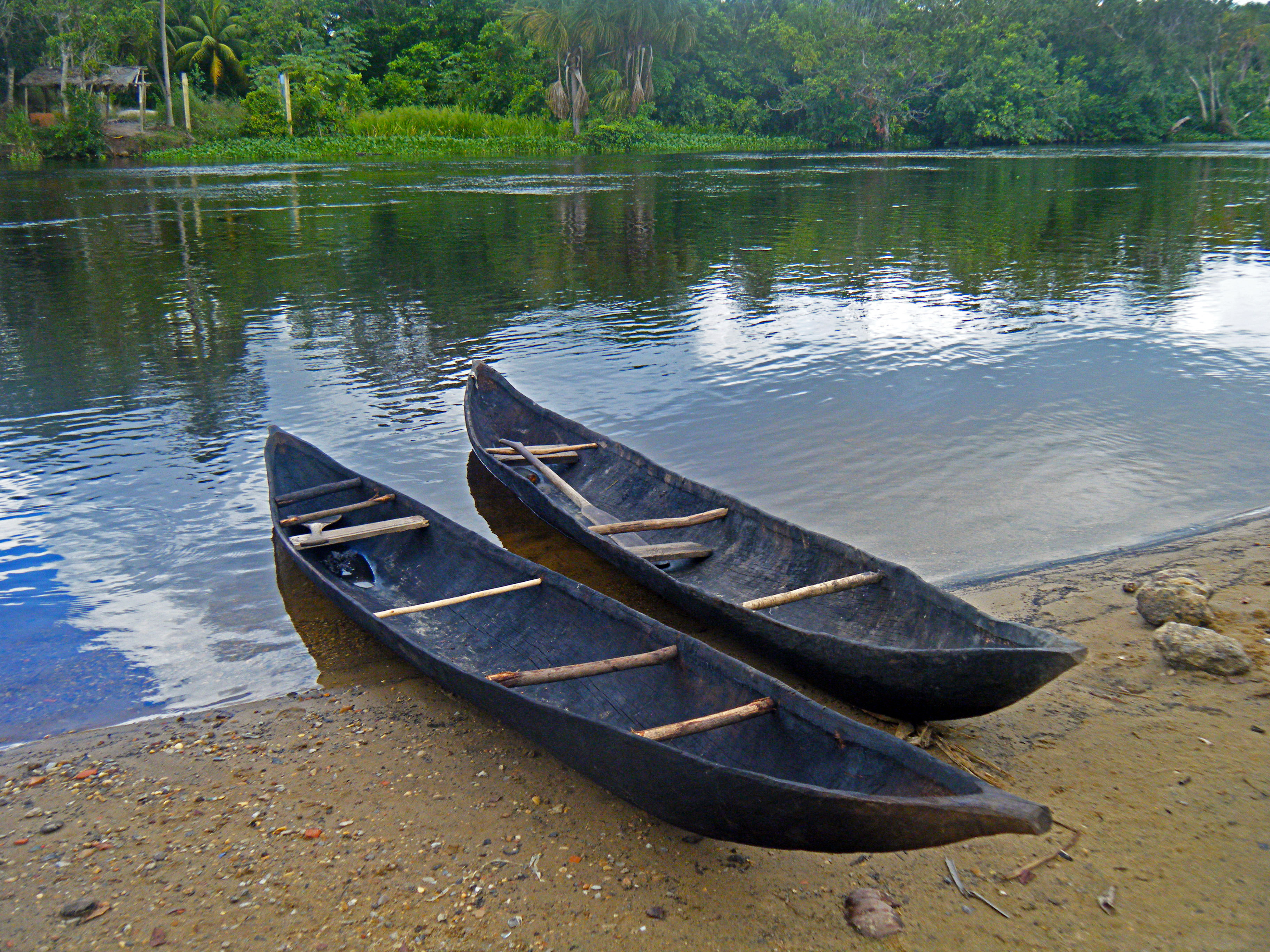
Canoas de aborígenes del Estado Monagas.

La historia del estado Monagas, en Venezuela, se remonta al poblamiento del territorio por aborígenes de diferentes etnias hace cientos de años, entre las que se pueden mencionar la etnia Waraos y Kariña, quienes se asentaron principalmente en el delta del Orinoco, y los indios chaimas, al norte del estado.
Aunque el poblamiento del territorio fue lento, excavaciones arqueológicas y comentarios de los cronistas de Indias señalan la existencia de una aldea bien desarrollada en Barrancas en el año 1530, cuando el conquistador Diego de Ordás pasó por la zona en busca de El Dorado. También en el siglo XVI los misioneros llegaron a las tierras altas y, lentamente la cristianización y reeducación de los indígenas se extendió al sur; éstos se adaptaron así a una vida más sedentaria.
San Antonio de Capayacuar fue fundado el 7 de agosto de 1713 por el misionero capuchino Gerónimo de Muro con la ayuda de indios caribes, cuacas y chaimas.

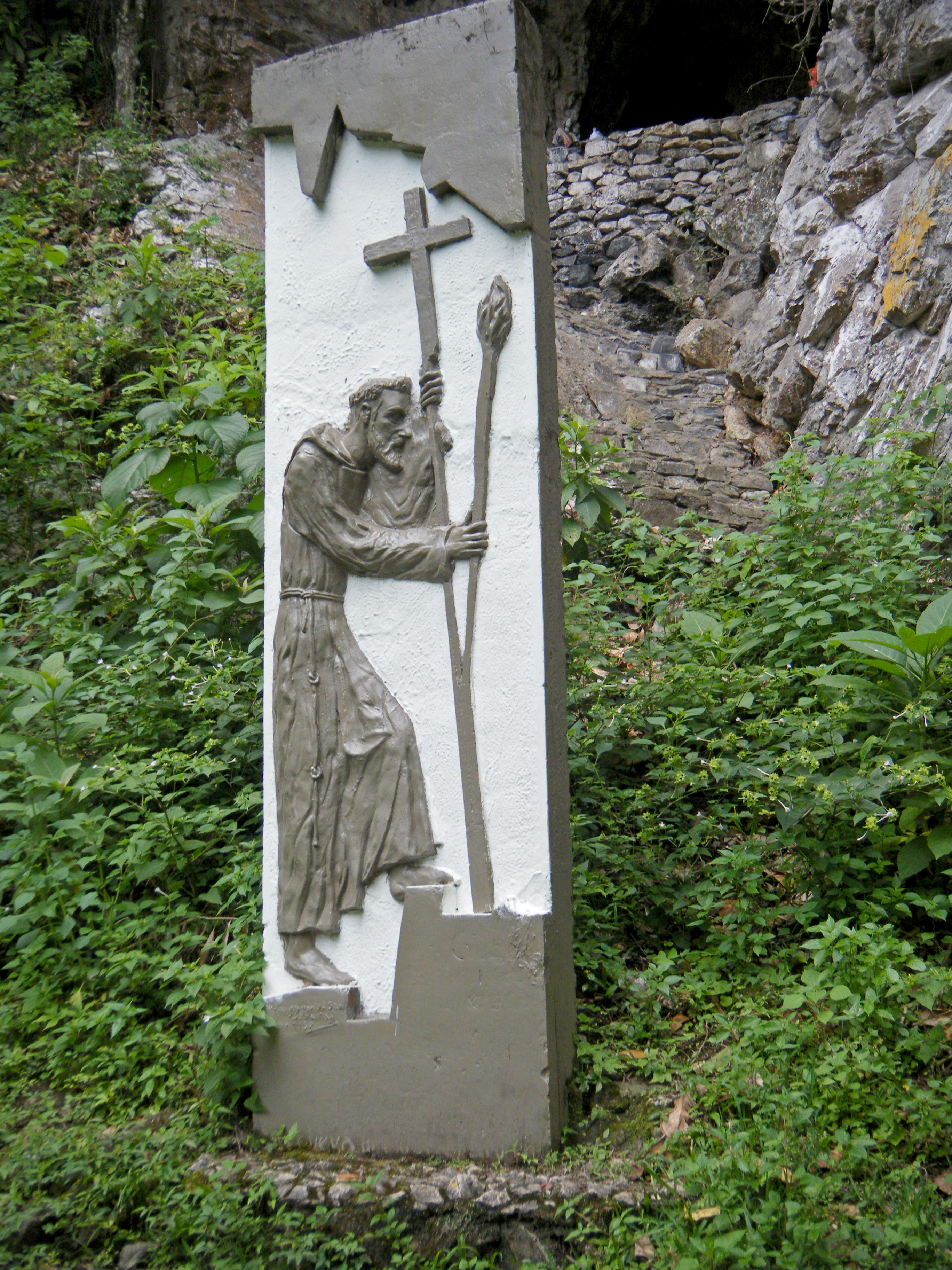
Misionero capuchino en Caripe.

El 20 de abril de 1731, el aragonés Antonio de Blesa fundó Santo Domingo de Guzmán de Caycuar, la zona estaba habitada por chaimas y parias cuando llegaron los misioneros capuchinos, este asentamiento más tarde sería llamado Caicara de Maturín.
Una misión católica de indios chaimas con el misionero capuchino Pedro de Gelsa, fundó el 12 de octubre de 1734 el poblado San Miguel Arcángel de Caripe, que posteriormente se convertiría en Caripe.
Maturín fue fundada el 7 de diciembre de 1760 por el fraile capuchino Lucas de Zaragoza.
El asentamiento donde está actualmente Aguasay, fue fundado en 1769 por el fraile Manuel de La Mata.
Uracoa fue fundada en 1784 por el fraile José de Manzanera.
En 1790, Joaquín de Morata fundó la misión de San Rafael Arcángel de Barrancas ayudado por aborígenes de la etnia Warao y construyeron una iglesia, en lo que hoy es Barrancas del Orinoco.
Aragua de Maturín fue fundado el 18 de diciembre de 1806 por Salvador Romero, capitán conquistador, y por José Gabriel de Alcalá.

## Época Colonial

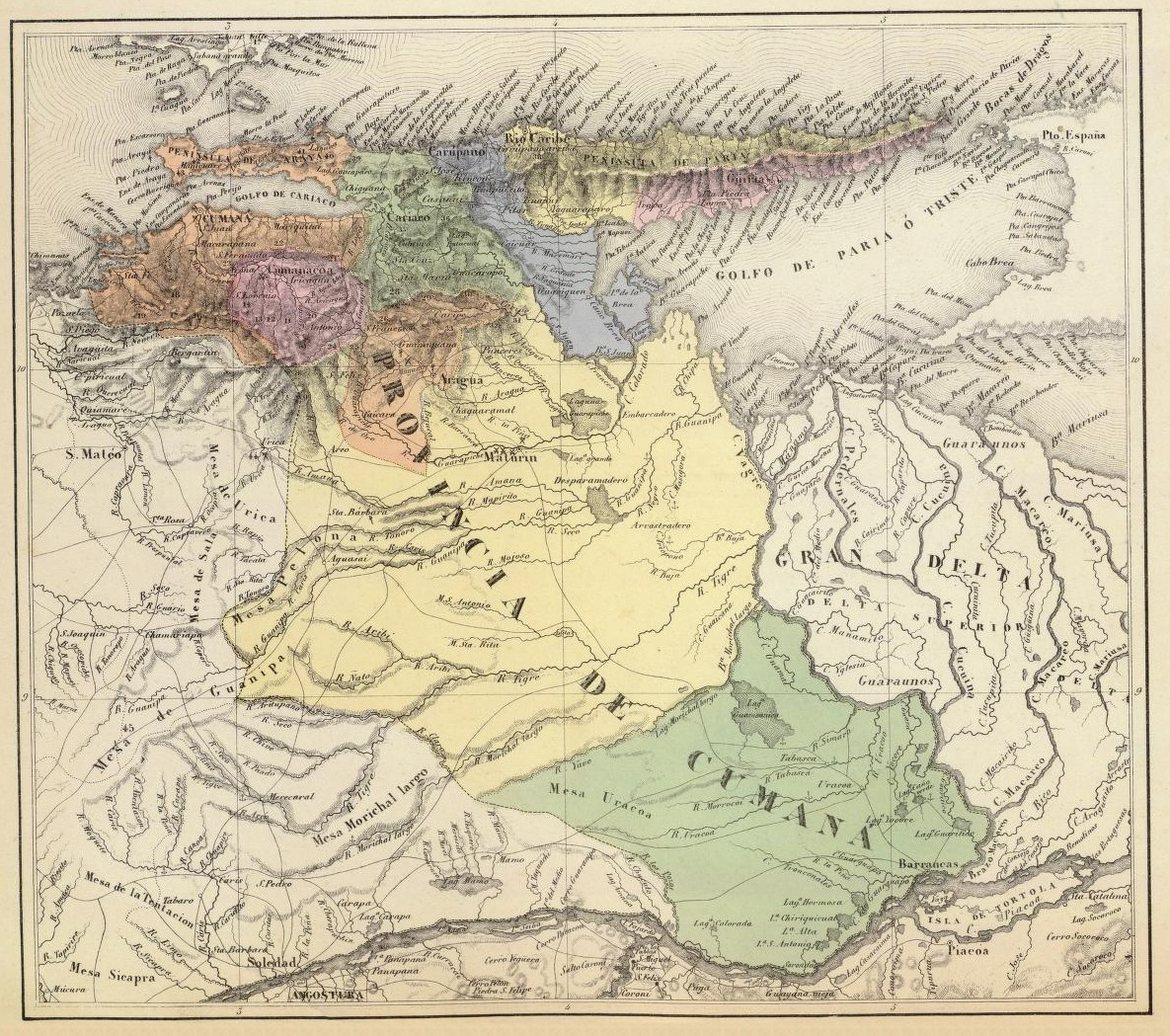
Provincia de Cumaná en 1840.

Anteriormente el estado Monagas perteneció primeramente a la provincia de Nueva Andalucía y Paria y años más tarde se convierte en la provincia de Cumaná.
El 20 de marzo de 1813, ocurrió un enfrentamiento militar de la guerra de independencia de Venezuela, en lo que actualmente es el Bajo Guarapiche de la ciudad de Maturín, el acontecimiento fue llamado la primera batalla de Maturín. Meses más tarde, el 25 de mayo, sucede la batalla del Alto de Los Godos que fue el enfrentamiento entre las fuerzas republicanas de Manuel Piar y José Antonio Azcúe, contra las fuerzas realistas del capitán general Domingo Monteverde cerca de Maturín.
El 28 de septiembre de 1817 fue apresado en Aragua de Maturín, al general Manuel Piar por el general Manuel Cedeño.

## Antes de la constitución del Estado Monagas
Para el 28 de abril de 1856, es conformada la Provincia de Maturín separándose de la provincia de Cumaná.
En la Constitución de los Estados Unidos de Venezuela de 1864 publicada el 22 de abril, fue creado el Estado Maturín. Para el 27 de abril en la Constitución de los Estados Unidos de Venezuela de 1881 se constituye el Estado de Oriente, conformado por Barcelona, Cumaná y Maturín, de la antigua constitución de 1864.
Alrededor de 1878, es fundado el poblado de Caripito, nombrado como un diminutivo de la cercana Caripe, aunque también se considera que el nombre de este pueblo está asociado al vocablo caribe "Karipitur".
Pero en 1879, Monagas formó parte del Estado de Oriente. Ahora, en la Constitución de los Estados Unidos de Venezuela de 1891 publicada el 16 de abril de 1891, establece la creación del Estado Bermúdez (Barcelona, Cumaná y Maturín). Nuevamente, en la Constitución de Venezuela de 1901 regresa a ser Estado Maturín.
Unos años más tarde, en 1904, en la Constitución de los Estados Unidos de Venezuela de 1904 se establece Monagas como uno de los distritos del Estado Bermúdez. Para esta decisión estuvieron presentes como diputados Manuel Núñez Tovar, Miguel Hernández.

## Constitución del Estado Monagas
El 5 de agosto de 1909, se conformó el Estado Monagas en honor al general José Tadeo Monagas. Esto fue establecido en la Constitución de Venezuela de 1909.

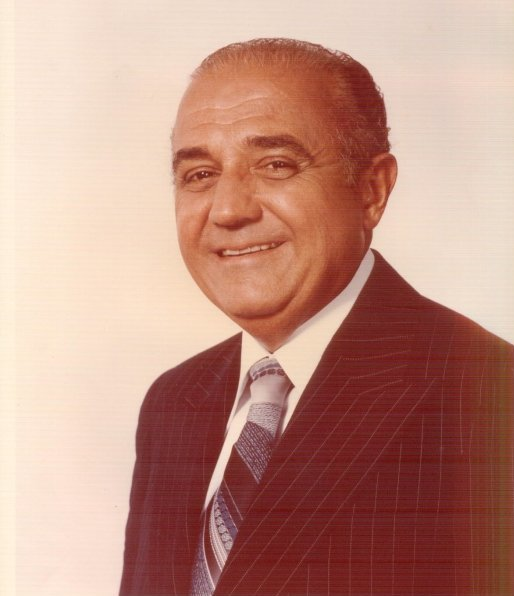
Gobernador del Estado Monagas entre 1960-1961.

### sigloXX
El 15 de noviembre de 1940 es fundada la ciudad de Punta de Mata. El 28 de diciembre de ese mismo año se hizo la perforación del primer pozo petrolero en esa zona.
El periódico El Oriental es fundado en 1982, en la ciudad de Maturín.
El 17 de marzo de 1998, empezó a circular la primera edición del periódico La Prensa de Monagas.
José Gregorio Briceño conocido como "el gato", es elegido gobernador del estado en el 2004. En las elecciones regionales del 2008 gana nuevamente la gobernación de Monagas.
Para el 2009, el Consejo Legislativo Socialista del Estado Monagas (CLSEM) bajo la presidencia de Carmen Elena Urrieta, aprobaron cuatro leyes; La Ley para el Fomento y Protección de los Trabajadores y Trabajadoras no Dependientes del estado Monagas; Ley de Mediación y Resolución de Conflictos del estado Monagas, Ley de Creación de la Oficina Integral de las Comunidades Migrantes en el estado Monagas, y la Ley de Supresión de Invialtmo.
Un derrame petrolero en el Río Guarapiche ocurre el 4 de febrero de 2012 desde la Planta de Jusepín, ocasionando el cierre de la planta de agua del Bajo Guarapiche en Maturín.
El 28 de diciembre del 2012, Yelitze Santaella es juramentada como gobernadora del Estado Monagas para el periodo 2012-2016.
En el 2015, se realizó por primera vez en el estado, la Expo Monagas Productiva en las inmediaciones del Estadio Monumental de Maturín.
Entre abril y mayo de 2017, ocurren diversas manifestaciones y protestas en el centro de Maturín en contra del gobierno del presidente de Nicolás Maduro. A principios de junio, se realizan allanamiento y detenciones en el urbanismo El Faro, por parte de la Guardia Nacional de personas que participaron en el llamado Plantón Nacional. Para finales de junio, médicos y pacientes realizaron protestas en las inmediaciones del Hospital Manuel Núñez Tovar, por la escasez de medicinas. Para agosto del mismo año, la gobernadora Santaella, anunció su reelección para las elecciones regionales del Estado Monagas en octubre de 2017. El 10 de septiembre del mismo año, se realizaron elecciones primaria de oposición, donde resultó elegido Guillermo Call, como candidato a las elecciones regionales de octubre. El 15 de octubre, es reelecta Santaella como gobernadora del Estado Monagas.
En 2018, el periódico El Oriental anunció que no circulará su versión impresa por falta de papel. El 28 de mayo, es inaugurado el Palacio de Justicia en el estado, por el presidente del tribunal supremo de justicia, Maikel Moreno y otras autoridades oficiales. Desde el complejo de PDVSA en Jusepin ocurrió un derrame de petróleo en el Río Guarapiche, el 6 de julio de 2018, el anuncio lo dio a conocer la gobernadora del Estado Monagas.
Ocurrió un corte de energía eléctrica a nivel nacional que afectó el Estado Monagas y se prolongó a más de 24 horas, el 8 de marzo de 2018.
A raíz de la pandemia de enfermedad por coronavirus en el mundo, en el Estado Monagas se confirmó el primer caso el 21 de marzo de 2020 en la ciudad de Maturín. Se obligó como medida de prevención una cuarentena social en todo el estado, y a la reducción de horarios laborales en las localidades más pobladas. Entre los meses de abril y mayo, se acentuó la escasez de gasolina en las estaciones de servicio de todo el estado. A principio de junio, empezó a distribuirse combustible en las gasolineras de algunos municipios del Estado Monagas, de manera controlada y limitando los litros por vehículos. Se observaron largas filas en las estaciones para surtir gasolina, proveniente de Irán. También fueron habilitadas algunas estaciones para comprar combustible en divisas a precio internacional.
Nicola Maduro anunció a Yelitza Santaella como Ministra de Educación y fue asignado a Cosme Arzolay como gobernador del Estado Monagas, el 24 de agosto de 2021. En septiembre, Arzolay realizó cambios en su gabinete, interviniendo las Secretarias de Gestión Pública, Planificación y desarrollo, Gasmaca, Dirección Regional de Salud, Aguas de Monagas y Dirección de Comunicaciones. Tras la realización de las elecciones primarias del PSUV, fue elegido como candidato a las elecciones de gobernador en noviembre de 2021 a Ernesto Luna, por su parte Piero Maroun es el candidato por la MUD. Ernesto Luna fue electo como gobernador del Estado Monagas para el período 2021-2025.

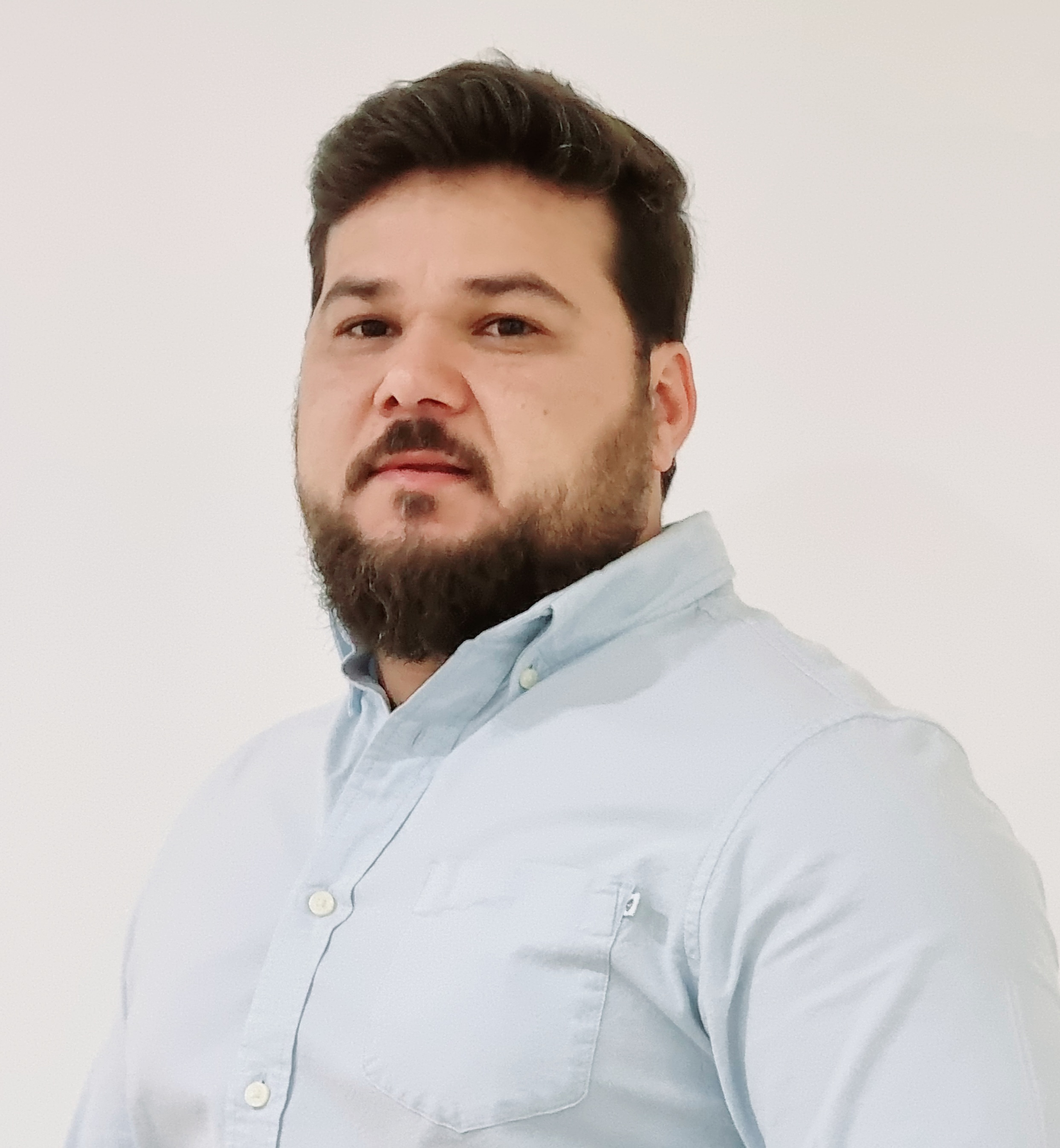
Ernesto Luna, gobernador del Estado Monagas.

A principio de 2024, es nombrado Reinaldo Astudillo como presidente del Consejo Legislativo Socialista del estado Monagas (CLSEM).
El 29 de abril de 2025, el gobernador Ernesto Luna anunció su candidatura para la gobernación del Estado Monagas, y temporalmente es asignado a Cosme Arzolay como gobernador encargado. Fue reelecto Ernesto Luna como gobernador del estado, el 25 de mayo con 94,55%.